# Bertil Norström
Per Bertil Norström (9. september 1923 i Sala - 6. september 2012 i Stockholm), var en svensk skuespiller og journalist. 
Norström er kendt for at medvirke i tv-serien Varuhuset og har derudover medvirket i et stort antal mindre roller i svenske film og tv-serier, herunder roller i tv-serien Den gode vilje og filmene Brødrene Løvehjerte og En kærlighedshistorie.
I 2005 modtog han Litteris et Artibus-medaljen.

## Udvalgt filmografi
- To kvinder (1947, ukrediteret)
- Jeg er nysgerrig (1967, ukrediteret)
- En kærlighedshistorie (1970)
- Skrækken har 1000 øjne (1970)
- Nye løjer med Emil fra Lønneberg (1972)
- Ture Sventon - Privatdetektiv (1972)
- Scener fra et ægteskab (1973)
- Pistolen (1973)
- Brøderne Løvehjerte (1977)
- Mor gifter sig (tv-serie, 1979-1980)
- Sverige åt svenskarna (1980)
- Hedebyborna (tv-serie, 1980)
- Höjdhoppar'n (1981)
- Rasmus på farten (1981)
- Sejled' op ad åen (1981)
- Varuhuset (tv-serie, 1987-1989)
- Et paradis uden billard (1991)
- Den ufrivillige golfspiller (1991)
- Den gode vilje (1992)
- Søndagsbarn (1992)
- Kejseren af Portugalien (tv-serie, 1992)
- Rederiet (tv-serie, 1994)
- Alfred (1995)
- En spritsaga (kortfilm, 2004)